# Kristóf Katalin (színművész)
Kristóf Katalin, névvariáns: Kristóf Kata (Budapest, 1956. május 14. –) magyar színésznő.

## Életpályája
A Metro Színpad tagjaként kezdett komolyabban a színészettel foglalkozni. 1978-tól 1992-ig a kaposvári Csiky Gergely Színház tagja volt, majd szabadfoglalkozású művésznő lett. 2004 és 2005 között a Gózon Gyula Kamaraszínházban szerepelt.

## Fontosabb színházi szerepei
- William Shakespeare: Tévedések vígjátéka.... Luciana
- William Shakespeare: Hamlet.... Színészkirályné
- Molière: Don Juan.... Ibolya, Don Juan szolgája
- Carlo Goldoni: Velencei terecske.... Lucietta
- Carlo Goldoni: Karneválvégi éjszaka.... Marta
- Carlo Goldoni: Mirandolina... Ortensia
- Pierre Carlet de Chamblain de Marivaux: Kolónia.... Asszony
- Voltaire: Candide.... szereplő
- Euripidész: Médeia... Korinthoszi nők kara
- Anton Pavlovics Csehov: Cseresznyéskert.... Dunyasa
- Anton Pavlovics Csehov – Jeles András – Spiró György: Valahol Oroszországban.... Mása
- Jevgenyij Lvovics Svarc: Hókirálynő.... Gerda
- Mihail Afanaszjevics Bulgakov: A Mester és Margarita.... Hella
- Mihail Afanaszjevics Bulgakov: Bíbor sziget... szereplő
- Carlo Gozzi: A varázssütemény avagy Nella szerelme.... Truffaldino, Beder udvaronca
- Federico García Lorca: Bernarda Alba háza.... Amelia
- Federico García Lorca: Yerma.... Egy asszony
- Tennessee Williams: A vágy villamosa.... Mexikói asszony
- Jean Anouilh: Szeret, nem szeret.... Ada
- Witold Gombrowicz: Yvonne, burgundi hercegnő.... 1. nagynéni
- Arthur Schnitzler: Anatol.... Ilona
- Peter Weiss: Marat/Sade.... Katonaság képviselője
- Erich Kästner: Emil és a detektívek.... Kalapocska
- Nyikolaj Robertovics Erdman: Az öngyilkos.... Raisza Filipovna
- Jean Genet: A balkon.... Ló-lány
- John Arden: Élnek, mint a disznók (Gyöngyélet).... Mrs. Atkins
- Alfonso Paso: Hazudj inkább kedvesem!.... Rosa
- Alex Koenigsmark: Agyő, kedvesem!.... Sonka, pincérnő
- Ivo Brešan: Paraszt Hamlet (Hamlet előadás Donja Mrduša faluban).... Alsó Mrdusai parasztasszony
- Katona József: Bánk bán.... Gertrudis
- Örkény István: Pisti a vérzivatarban.... I. nő
- Füst Milán: Boldogtalanok.... Rózsi, a nyomdász testvére
- Ödön von Horváth: Kasimir és Karoline.... Elli
- Ábrahám Pál: 3:1 a szerelem javára.... Cili
- Kálmán Imre: Csárdáskirálynő.... Stázi
- Jacobi Viktor: Leányvásár.... Bessy
- Lehár Ferenc: A víg özvegy.... Dodo, grizett
- Szilágyi László: Csárdás.... Joli
- Ács János – Márta István: Munkásoperett.... Gizi
- Kornis Mihály: Kozma.... Ápolónő
- Federico Fellini – Lukáts Andor – Spiró György: Etűdök a szerelemről.... Blubarda asszony
- Sólem Aléchem – Joseph Stein ― Jerry Bock: Hegedűs a háztetőn.... Fruma Sára
- Joe Masteroff – John Kander – Fred Ebb: Kabaré.... Inge
- John Kander – Fred Ebb: Chicago.... szereplő
- Henry Fielding – David Rogers: Tom Jones.... Molly; Nancy
- Rejtő Jenő – Farkas Zsolt: Meg kell szakadni.... Ella, Gárdos felesége
- Petőfi Sándor: A helység kalapácsa.... Szemérmetes Erzsók
- Kacsóh Pongrác: János vitéz.... szereplő
- Lázár Ervin: Berzsián és Dideki... Dideki
- Ránki György – Romhányi József: Muzsikus Péter.... Fisz  kereszt
- E. T. A. Hoffmann: Diótörő.... Piri; Motoros egér (köpönyeg forgató); Pösze gyerek V. (félig egér, fogatlan)
- Romhányi József: Hamupipőke.... Aranyka
- Illyés Gyula – Litvai Nelli: Szélkötő Kalamona.... Kalamona első felesége
- Kiss Anna: Bolondmalom.... Tojásos kofa, később Frenetika

## Film, tv
- Barátok közt (2005)
- Egészséges erotika (1985)... Ibike, a titkárnő
- Örkény István: Pisti a vérzivatarban  (színházi előadás tv-felvétele, 1988)
- Carlo Goldoni: Velencei terecske (színházi előadás tv-felvétele, 1990)
- Carlo Goldoni: Karneválvégi éjszaka (színházi előadás tv-felvétele, 1990)
- Nyikolaj Erdman: Az öngyilkos (színházi előadás tv-felvétele, 1990)
- William Shakespeare: Tévedések vígjátéka (színházi előadás tv-felvétele, 1990)
- Koltai kabaré (1991)